# Стивенс Вилиџ (Аљаска)
Стивенс Вилиџ (енгл. Stevens Village) насељено је место без административног статуса у америчкој савезној држави Аљаска.

## Демографија
По попису из 2010. године број становника је 78, што је 9 (-10,3%) становника мање него 2000. године.
| Група             | 2000.    | 2010.      |
| Белци             | 3 (3,4%) | 5 (6,4%)   |
| Афроамериканци    | 0 (0,0%) | 1 (1,3%)   |
| Азијати           | 0 (0,0%) | 0 (0,0%)   |
| Хиспаноамериканци | 6 (6,9%) | 12 (15,4%) |
| Укупно            | 87       | 78         |